# Нурли
Нурли́ (каз. Нұрлы) — село у складі Єнбекшиказахського району Алматинської області Казахстану. Входить до складу Масацького сільського округу.
У радянські часи село називалось Октябрське.
Населення — 1664 особи (2021; 2365 у 2009, 1365 у 1999, 1995 у 1989).